# Campeonato da Polónia de Ciclismo em Estrada

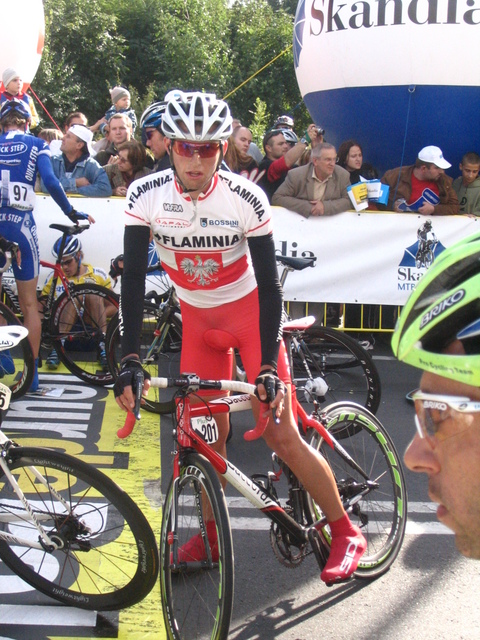
Tomasz Marczyński Campeão em 2007 e 2011.

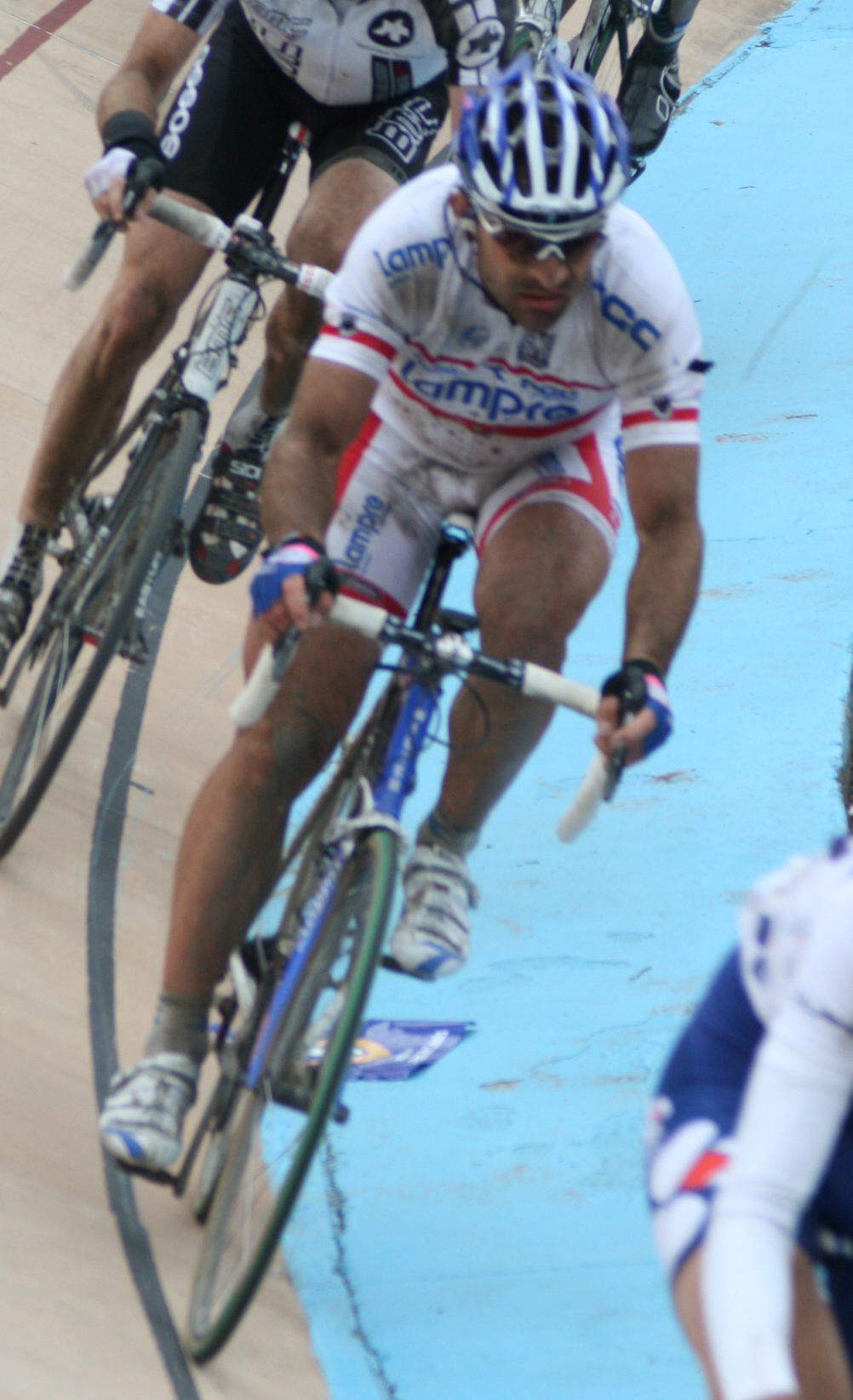
Marcin Sapa campeão em 2008.

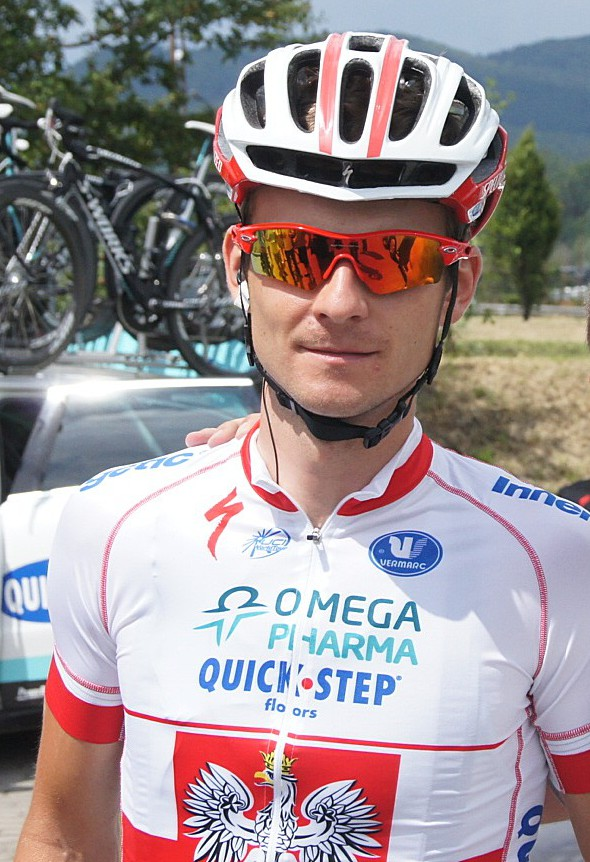
Michał Gołaś campeão en 2012.

Os Campeonatos da Polónia de Ciclismo em Estrada são organizados anualmente desde o ano de 1921 para determinar o campeão ciclista da Polónia de cada ano, na modalidade.
O título é outorgado ao vencedor de uma única prova, na modalidade de estrada. O vencedor obtêm o direito de usar a maillot com as cores da bandeira da Polónia até ao campeonato do ano seguinte, unicamente quando disputa provas em linha.

## Palmares
De 1919 a 1994, a carreira está disputada por corredores aficionados. Em 1995, abre-se aos profissionais.
| Ano  | Campeão               | Segundo               | Terceiro              |
| 1919 | Franciszek Zawadzki   | Stanisław Gronczewski | Feliks Kubasiński     |
| 1921 | Józef Lange           | Wiktor Hoechsman      | Henryk Chyłko         |
| 1922 | Wiktor Hoechsman      | Feliks Kubasiński     | Jan Łazarski          |
| 1923 | Wiktor Hoechsman      | Henryk Chyłko         | Izydor Stieglitz      |
| 1924 | Wiktor Hoechsman      | Kazimierz Krzemiński  | Marian Blicharski     |
| 1925 | Mieczysław Lange      | Tadeusz Bartodziejski | Oswald Miller         |
| 1926 | Kazimierz Dusiński    | Tadeusz Bartodziejski | Serafin Ziembicki     |
| 1927 | Jerzy Waliński        | Eugeniusz Michalak    | Feliks Kostrzębski    |
| 1928 | Józef Stefański       | Stanisław Kłosowicz   | Julian Popowski       |
| 1929 | Józef Stefański       | Feliks Więcek         | Wacław Kołodziejczyk  |
| 1930 | Józef Stefański       | Antoni Wlokas         | Stanisław Kłosowicz   |
| 1931 | Józef Stefański       | Stanisław Kłosowicz   | Eugeniusz Targoński   |
| 1932 | Stanisław Kłosowicz   | Wilhelm Dłucik        | Mieczysław Narożny    |
| 1933 | Michał Korsak-Zaleski | Feliks Brymas         | Franciszek Kiełbasa   |
| 1934 | Wiktor Olecki         | Franciszek Kiełbasa   | Ewald Rurański        |
| 1935 | Bolesław Napierała    | Wiktor Olecki         | Franciszek Kiełbasa   |
| 1936 | Stanisław Zieliński   | Wiktor Olecki         | Jan Kluj              |
| 1937 | Stanisław Wasilewski  | Władysław Wandor      | Józef Ignaczak        |
| 1938 | Józef Kapiak          | Mieczysław Kapiak     | Franciszek Kiełbasa   |
| 1939 | Józef Kapiak          | Stanisław Wasilewski  | Mieczysław Kapiak     |
| 1945 | Zygmunt Wiśniewski    | Wacław Wójcik         | Jan Kluj              |
| 1946 | Jan Kluj              | Marian Rzeźnicki      | Tadeusz Gabrych       |
| 1947 | Bolesław Napierała    | Wacław Wójcik         | Kazimierz Bański      |
| 1948 | Lucjan Pietraszewski  | Wacław Wrzesiński     | Marian Rzeźnicki      |
| 1949 | Wacław Wrzesiński     | Henryk Czyż           | Marian Rzeźnicki      |
| 1950 | Wacław Wójcik         | Teofil Sałyga         | Wojciech Królikowski  |
| 1951 | Józef Kapiak          | Władysław Klabiński   | Henryk Czyż           |
| 1952 | Stanisław Królak      | Teofil Sałyga         | Stanisław Świercz     |
| 1953 | Władysław Klabiński   | Stanisław Królak      | Mieczysław Wilczewski |
| 1954 | Tadeusz Drążkowski    | Eligiusz Grabowski    | Stanisław Bedyński    |
| 1955 | Stanisław Królak      | Henryk Hadasik        | Władysław Klabiński   |
| 1956 | Andrzej Trochanowski  | Wacław Wrzesiński     | Henryk Łasak          |
| 1957 | Andrzej Trochanowski  | Janusz Paradowski     | Stanisław Bugalski    |
| 1958 | Bogusław Fornalczyk   | Jerzy Pancek          | Stanisław Królak      |
| 1959 | Janusz Paradowski     | Jan Chtiej            | Henryk Kowalski       |
| 1960 | Jan Kudra             | Mieczysław Wilczewski | Zygmunt Kaczmarczyk   |
| 1961 | Roman Chtiej          | Stanisław Gazda       | Józef Gawliczek       |
| 1962 | Jan Kudra             | Kazimierz Domański    | Jan Ścibiorek         |
| 1963 | Roman Chtiej          | Adam Gęszka           | Waldemar Słowiński    |
| 1964 | Jan Kudra             | Józef Staroń          | Marian Kegel          |
| 1965 | Józef Staroń          | Marian Forma          | Wojciech Goszczyński  |
| 1966 | Jan Magiera           | Marian Kegel          | Jan Kudra             |
| 1967 | Wojciech Matusiak     | Zenon Czechowski      | Józef Gawliczek       |
| 1968 | Kazimierz Jasinski    | Marian Kegel          | Stanisław Żaczek      |
| 1969 | Ryszard Szurkowski    | Andrzej Kaczmarek     | Zenon Czechowski      |
| 1970 | Zygmunt Hanusik       | Lech Kluj             | Lucjan Lis            |
| 1971 | Edward Barcik         | Stanisław Szozda      | Jan Smyrak            |
| 1972 | Tadeusz Kmieć         | Zbigniew Krzeszowiec  | Zygmunt Hanusik       |
| 1973 | Stanisław Szozda      | Ryszard Szurkowski    | Janusz Kowalski       |
| 1974 | Ryszard Szurkowski    | Stanisław Szozda      | Janusz Kowalski       |
| 1975 | Ryszard Szurkowski    | Wojciech Matusiak     | Stanisław Mikołajczuk |
| 1976 | Jan Brzeźny           | Mieczysław Nowicki    | Ryszard Szurkowski    |
| 1977 | Tadeusz Zawada        | Florian Andrzejewski  | Stanisław Czaja       |
| 1978 | Ryszard Szurkowski    | Jan Brzeźny           | Jan Jankiewicz        |
| 1979 | Ryszard Szurkowski    | Jan Krawczyk          | Jan Faltyn            |
| 1980 | Janusz Pożak          | Tadeusz Wojtas        | Jan Brzeźny           |
| 1981 | Jan Brzeźny           | Józef Szpakowski      | Jan Majchrowski       |
| 1982 | Lech Piasecki         | Jerzy Świnoga         | Sławomir Podwójniak   |
| 1983 | Andrzej Jaskuła       | Tadeusz Piotrowicz    | Adam Zagajewski       |
| 1984 | Lechosław Michalak    | Andrzej Mierzejewski  | Lech Piasecki         |
| 1985 | Andrzej Mierzejewski  | Mieczysław Karłowicz  | Marek Szerszyński     |
| 1986 | Sławomir Krawczyk     | Mieczysław Mazurek    | Roman Rękosiewicz     |
| 1987 | Zdzisław Wrona        | Marian Gołdyn         | Zbigniew Szczepkowski |
| 1988 | Andrzej Mierzejewski  | Zdzisław Wrona        | Andrzej Sypytkowski   |
| 1989 | Joachim Halupczok     | Zbigniew Albin        | Janusz Domin          |
| 1990 | Czesław Rajch         | Sławomir Krawczyk     | Jacek Mickiewicz      |
| 1991 | Marek Leśniewski      | Jerzy Sikora          | Bogdan Jamiński       |
| 1992 | Czesław Rajch         | Andrzej Sypytkowski   | Zbigniew Piątek       |
| 1993 | Marek Leśniewski      | Dariusz Banaszek      | Artur Lemcio          |
| 1994 | Jacek Mickiewicz      | Paweł Niedźwiecki     | Wojciech Drabik       |
| 1995 | Andrzej Sypytkowski   | Grzegorz Rosolinski   | Jacek Mickiewicz      |
| 1996 | Dariusz Wojciechowski | Marek Lesniewski      | Tomasz Kloczko        |
| 1997 | Piotr Wadecki         | Grzegorz Rosolinski   | Artur Krasinski       |
| 1998 | Tomasz Brozyna        | Grzegorz Gwiazdowski  | Cezary Zamana         |
| 1999 | Cezary Zamana         | Piotr Przydział       | Andrzej Sypytkowski   |
| 2000 | Piotr Wadecki         | Zbigniew Piątek       | Dariusz Wojciechowski |
| 2001 | Radoslaw Romanik      | Zbigniew Piątek       | Pawel Niedzwiecki     |
| 2002 | Grzegorz Gronkiewicz  | Krzysztof Jeżowski    | Jaroslav Zarebski     |
| 2003 | Piotr Przydział       | Zbigniew Piątek       | Grzegorz Kwiatkowski  |
| 2004 | Marek Wesoly          | Artur Krzeszowiec     | Krzysztof Jeżowski    |
| 2005 | Adam Wadecki          | Marcin Gebka          | Peter Mazur           |
| 2006 | Mariusz Witecki       | Tomasz Marczyński     | Kazimierz Stafiej     |
| 2007 | Tomasz Marczyński     | Jacek Morajko         | Robert Radosz         |
| 2008 | Marcin Sapa           | Bartłomiej Matysiak   | Maciej Bodnar         |
| 2009 | Krzysztof Jeżowski    | Tomasz Smoleń         | Błażej Janiaczyk      |
| 2010 | Jacek Morajko         | Mariusz Witecki       | Maciej Bodnar         |
| 2011 | Tomasz Marczyński     | Tomasz Smoleń         | Maciej Paterski       |
| 2012 | Michał Gołaś          | Tomasz Smoleń         | Sylwester Janiszewski |
| 2013 | Michał Kwiatkowski    | Adrian Honkisz        | Łukasz Bodnar         |
| 2014 | Bartłomiej Matysiak   | Paweł Franczak        | Michał Podlaski       |
| 2015 | Tomasz Marczyński     | Michał Gołaś          | Paweł Bernas          |
| 2016 | Rafał Majka           | Marek Rutkiewicz      | Sylwester Janiszewski |
| 2017 | Adrian Kurek          | Marek Rutkiewicz      | Emanuel Piaskowy      |
| 2018 | Michał Kwiatkowski    | Maciej Bodnar         | Łukasz Owsian         |
| 2019 | Michał Paluta         | Pawel Cieslik         | Mateusz Taciak        |

### Ciclismo em estrada esperanças
| Ano  | Campeão            | Segundo           | Terceiro           |
| 2003 | Dariusz Rudnicki   | Artur Król        | Mariusz Wiesiak    |
| 2006 | Michał Gołtemś     | Piotr Zielinski   | Paweł Wachnik      |
| 2007 | Piotr Krysman      | Maciej Paterski   | Piotr Osińesqui    |
| 2008 | Piotr Osińesqui    | Adrian Honkisz    | Marcin Urbanowski  |
| 2009 | Michał Kwiatkowski | Radosław Syrojc   | Piotr Krajewski    |
| 2010 | Paweł Charucki     | Dariusz Gluszak   | Jarosław Kowalczyk |
| 2011 | Marek Kulas        | Łukasz Owsian     | Karol Domagalski   |
| 2012 | Paweł Poljańesqui  | Paweł Bernas      | Łukasz Wisniowski  |
| 2013 | Łukasz Wisniowski  | Wojciech Migdał   | Konrad Tomasiak    |
| 2014 | Piotr Brożyna      | Wojciech Franczak | Tomasz Mickiewicz  |
| 2015 | Michał Paluta      | Mateusz Grabis    | Piotr Jaromin      |
| 2016 | Michał Paluta      | Piotr Konwa       | Piotr Brożyna      |

## Pódios dos campeonatos femininos

### Ciclismo em estrada
| Ano  | Ganhador             | Segundo                  | Terceiro                 |
| ---- | -------------------- | ------------------------ | ------------------------ |
| 1957 | Anna Dydak           | Zofia Adamiak            | Jadwiga Czarkowska       |
| 1958 | Wanda Jankowska      | Irena Waligóra           | Danuta Zimoch            |
| 1959 | Wanda Jankowska      | Casou Fąfrowicz          | Henryka Gryczuk          |
| 1960 | Henryka Gryczuk      | Ożbieta Wycisk           | Danuta Tarnachowicz      |
| 1961 | Jadwiga Czarkowska   | Anna Sidwa               |                          |
| 1962 | Irena Waligóra       | Helena Olech             | Danuta Tarnachowicz      |
| 1963 | Henryka Gryczuk      |                          |                          |
| 1964 | Henryka Gryczuk      | Maria Sidwa              |                          |
| 1965 | Henryka Laskus       | Maria Sidwa              |                          |
| 1966 | Jolanta Masłouń      |                          |                          |
| 1967 | Maria Maszczyk       |                          |                          |
| 1984 | Meułgorzata Sandej   | Beata Bielas             | Grażyna Stecka           |
| 1986 | Anna Gnetner         | Justyna Michalak         | Meułgorzata Jędrzejewska |
| 1987 | Bogumiłtem Matusiak  |                          |                          |
| 1988 | Meułgorzata Sandej   | Justyna Michalak         | Bogumiłtem Matusiak      |
| 1989 | Anna Gnetner         |                          |                          |
| 1990 | Agnieszka Godras     | Meułgorzata Jędrzejewska | Bogumiłtem Matusiak      |
| 1991 | Agnieszka Godras     | Meułgorzata Jędrzejewska | Urszula Milewska         |
| 1992 | Agnieszka Godras     | Meułgorzata Jędrzejewska | Bogumiłtem Matusiak      |
| 1993 | Bogumiłtem Matusiak  | Agnieszka Godras         | Meułgorzata Jędrzejewska |
| 1994 | Agnieszka Godras     | Bogumiłtem Matusiak      | Meułgorzata Jędrzejewska |
| 1995 | Bogumiłtem Matusiak  | Meułgorzata Jędrzejewska | Agnieszka Godras         |
| 1996 | Agnieszka Wiśniewska | Monika Kotek             | Bogumiłtem Matusiak      |
| 1997 | Bogumiłtem Matusiak  | Malgorzata Sandej        | Dorota Czynszak          |
| 1998 | Bogumiłtem Matusiak  | Monika Kotek             | Paulina Brzeźna          |
| 1999 | Bogumiłtem Matusiak  | Anna Skawinska           | Paulina Brzeźna          |
| 2000 | Bogumiłtem Matusiak  | Monika Tyburska          | Meułgorzata Wysocka      |
| 2001 | Bogumiłtem Matusiak  | Anna Skawinska           | Paulina Brzeźna          |
| 2002 | Bogumiłtem Matusiak  | Monika Tyburska          | Paulina Brzeźna          |
| 2003 | Bogumiłtem Matusiak  | Paulina Brzeźna          | Meułgorzata Wysocka      |
| 2004 | Bogumiłtem Matusiak  | Paulina Brzeźna          | Magdalena Zamolska       |
| 2005 | Paulina Brzeźna      | Bartosz Huzarski         | Maja Włoszczowska        |
| 2006 | Maja Włoszczowska    | Paulina Brzeźna          | Anna Szafraniec          |
| 2007 | Maja Włoszczowska    | Aleksandra Wnuczek       | Anna Harkowska           |
| 2008 | Paulina Brzeźna      | Malgorzata Jasinska      | Anna Harkowska           |
| 2009 | Malgorzata Jasinska  | Edyta Jasińska           | Paulina Brzeźna          |
| 2010 | Malgorzata Jasinska  | Maja Włoszczowska        | Aleksandra Dawidowicz    |
| 2011 | Anna Szafraniec      | Paulina Brzeźna          | Maja Włoszczowska        |
| 2012 | Katarzyna Pawłowska  | Paulina Brzeźna          | Malgorzata Jasinska      |
| 2013 | Eugenia Bujak        | Paulina Brzeźna          | Katarzyna Pawłowska      |
| 2014 | Paulina Guz          | Monika Brzezna           | Monika Żur               |
| 2015 | Eugenia Bujak        | Katarzyna Niewiadoma     | Katarzyna Pawłowska      |
| 2016 | Katarzyna Niewiadoma | Anna Plichta             | Malgorzata Jasinska      |
| 2017 | Karolina Karasiewicz | Monika Brzezna           | Anna Plichta             |
| 2018 | Meułgorzata Jasińska | Nikol Plosaj             | Daria Pikulik            |
| 2019 | Łucja Pietrzak       | Agnieszka Skalniak-Sójka | Marta Lach               |
| 2020 | Marta Lach           | Katarzyna Wilkos         | Łucja Pietrzak           |
| 2021 | Karolina Karasiewicz | Daria Pikulik            | Dominika Włodarczyk      |
| 2022 | Wiktoria Pikulik     | Dorota Przęzak           | Daria Pikulik            |
| 2023 | Monika Brzeźna       | Karolina Perekitko       | Zuzanna Chylinska        |
| 2024 | Dominika Włodarczyk  | Marta Jaskulska          | Zuzanna Chylinska        |